# La Cotte de St Brelade
La Cotte de St Brelade je paleolitsko nalazište ranog naseljavanja u Saint Bréladeu, Bailiwick Jersey. Cotte znači "spilja" na jeziku Jèrriais. Špilja je poznata i kao Lé Creux ès Fées (Špilja vila).
Neandertalci su ondje živjeli u različitim vremenima između prije otprilike 250.000 godina i nakon 48.000 godina—što ga čini najranijim poznatim homininskim naseljem Kanalskih otoka, a također je moguće i jednim od posljednjih nalazišta neandertalaca u sjeverozapadnoj Europi. To je jedino nalazište na Britanskom otočju koje je proizvelo kasne neandertalske fosile.
U to vrijeme, s razinom mora nešto nižom od sadašnje, Jersey je bio dio Normandije, poluotoka koji strši iz obale, a La Cotte bi bila istaknuta znamenitost na suhoj ravnici koja je povezivala Jersey s francuskim kopnom. Tek nakon posljednjeg ledenog doba more je erodiralo obalu, odvajajući prvo Guernsey, zatim Jersey i konačno Écréhous od kopna.

## Paljenje vatre
U La Cotteu su pronađeni ostaci vatre. Zapravo, najraniji datumi dobiveni za artefakte na tom mjestu (238 000 BP) potječu iz termoluminiscencijskog datiranja spaljenog kremena.

## Kulturna evolucija
Ogroman vremenski raspon predstavljen paleolitičkim artefaktima u La Cotteu - gotovo 200 000 godina - doživio je značajne kulturne promjene među prapovijesnim korisnicima nalazišta. Najranije kameno oruđe, datirano između 240 000 godina i 200 000 godina prije Krista, prilično je tipično za nalazišta ranog srednjeg paleolitika. Od oko 200 000 BP, međutim, primjetna je razrada u postupcima koji se koriste za proizvodnju kamenih oruđa, s povećanom upotrebom tehnika Levallois (pripremljena jezgra) i povećanom učinkovitošću upotrebe sirovina jer su alati ponovno oštreni i ponovno korišteni u više namjena tijekom cijele godine. njihov 'životni vijek'. Datirane u približno 180.000 godina prije Krista, dvije hrpe životinjskih kostiju, koje se sastoje od odabranih rezova mamuta i vunastog nosoroga, izgleda da su odvučene ispod prevjesa nakon što su zaklane. Ove inovacije označavaju prijelaznu fazu između strategija preživljavanja srednjeg i gornjeg paleolitika.

## Kronologija iskopavanja
Iskapanja su trajala od oko 1910. nadalje.
Robert R. Marett (1866. – 1943.) radio je na paleolitskom nalazištu od 1910. do 1914., pronašavši neke zube hominida i druge ostatke prebivališta neandertalaca. Objavio je "Nalazište, fauna i industrija La Cotte de St. Brelade, Jersey" (Archaeologia LXVII, 1916.). Zubi su datirani korištenjem novih tehnika u 2013., ova analiza ih je postavila na starost između 100.000 i 47.000 godina.
Godine 1911. RR Marrett je zamolio Arthura Smitha Woodwarda (ravnatelja odjela za geologiju u Britanskom prirodoslovnom muzeju ) da pregleda nalaze u La Cotteu. U to je vrijeme Woodward bio angažiran na arheološkom otkriću " Piltdownskog čovjeka ", koje je kasnije postalo ozloglašeno kao prijevara, te je upotrijebio usporedbu nalaza u La Cotteu kako bi argumentirao rano datiranje svog materijala iz Piltdowna.
Iskapanja Sveučilišta Cambridge iz 1960-ih i 1970-ih godina pronašla su važne primjere ostataka pleistocenskih sisavaca nošenih u La Cotte, uključujući hrpu kostiju i zubi vunastog mamuta i vunastog nosoroga. Kralj Karlo III. sudjelovao je (kao student) u tim iskapanjima, pod vodstvom profesora Charlesa McBurneya (arheologa), koja su kasnije objavljena.
Katharine Scott je 1980. godine objavila članak o metodama lova koje su koristili neandertalci u La Cotteu, u kojem tvrdi da su gazili i tjerali mamute s obližnjih litica, no ta je teorija od tada osporavana.
Godine 2010. iskapanja je u La Cotteu obnovio multidisciplinarni tim iz britanskih institucija uključujući UCL, Britanski muzej, Sveučilište Southampton, Sveučilište Wales Trinity Saint David i Sveučilište St Andrew's. Ova iskapanja koja su u tijeku otkrila su nove arheološke razine na nalazištu i utvrdila prisutnost naslaga mlađih od prije 47 000 godina koje su još prisutne na tom mjestu.

## Daljnje čitanje
- Balleine's History of Jersey
- The Mystery of the Cave, Sonia Hilsdon
- The Grisly Folk, H.G. Wells
- "La Cotte de St. Brelade 1961 – 1978: Excavations by C.B.M. McBurney." (Geo Books, Norwich).
- "Two hunting episodes of Middle Paleolithic Age at La Cotte Saint-Brelade, Jersey (Channel Islands)" (World Archeology 12:137–152. )
- "Prehistory and the Beginnings of Civilization. Volume: 1". by Jacquetta Hawkes – author, Leonard Woolley – author. (1963), p140.
- "Making fire in the Stone Age: flint and pyrite" published in "Geologie en Mijnbouw", 1999, vol. 78, no. 2, pp. 147–164(18) by Stapert D[1].; Johansen L.[2] / [1]Groningen Institute of Archaeology, Poststraat 6, 9712 ER Groningen, the Netherlands [2]Institut for Arkæologi og Etnologi, Vandkunsten 5, 1167 København K, Denmark
- “Repeopling La Manche: New Perspectives on Neanderthal Archaeology and Landscapes from La Cotte de St Brelade” Beccy Scott, Andrew Shaw, Katharine Scott, Matt Pope, and Julie Gardiner, eds. Oxbow Books, 2023.

## Vanjske poveznice
- Projekt kvartarne arheologije i okoliša Jerseyja (QAEJ)